# William Emerson

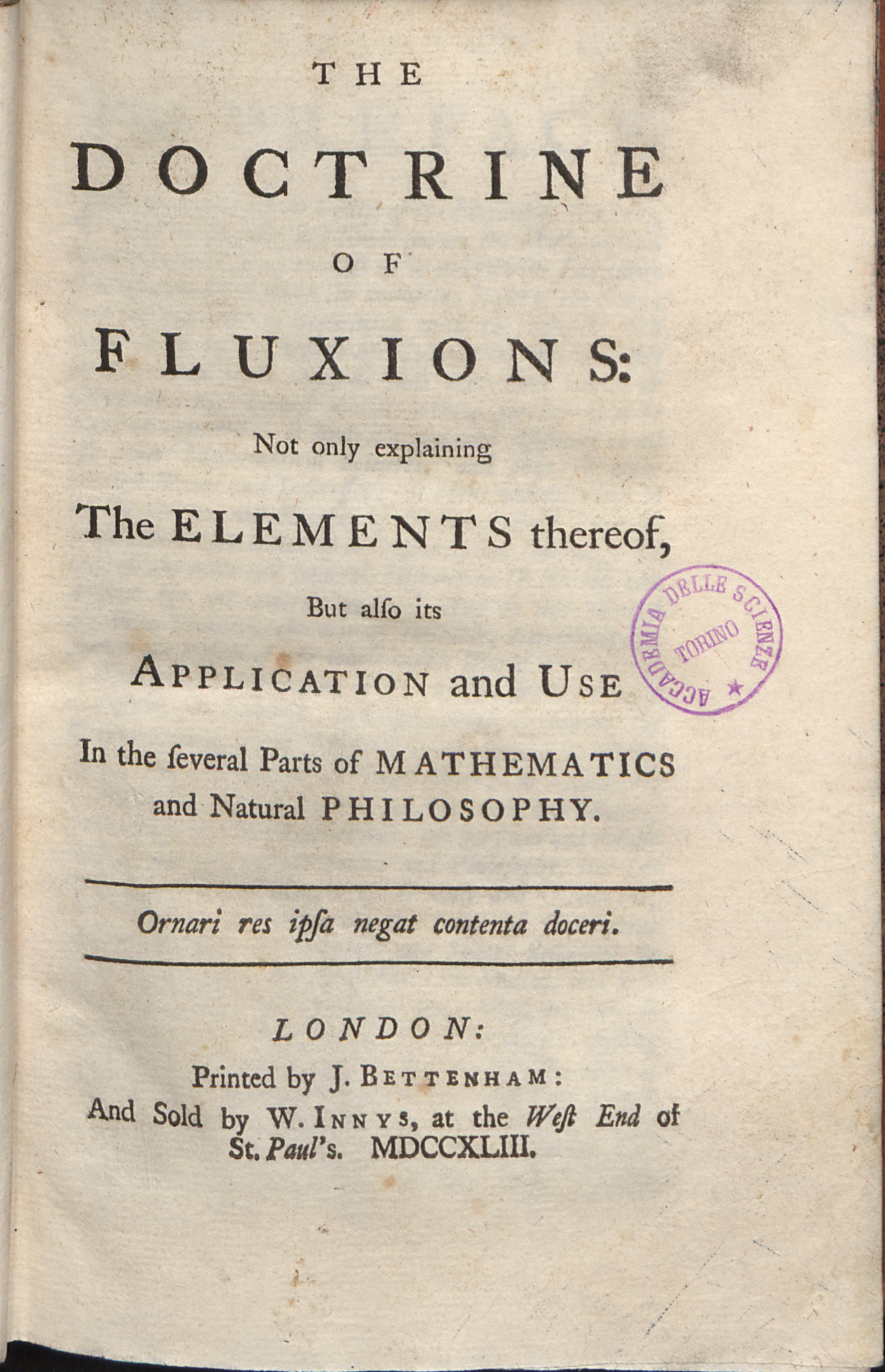
Doctrine of fluxions, 1743.

William Emerson, född 1701, död 1782, engelsk matematiker.
Emerson var en tid lärare och levde senare som privatman. Han utgav omkring trettio arbeten i matematik, av vilka det mest bekanta är The method of increments (1763), en för sin tid ganska förtjänstfull framställning av differenskalkylen.